# Al Lettieri
Alfred Lettieri (24 de febrero de 1928 - 18 de octubre de 1975) fue un actor estadounidense de origen italiano, más conocido por su retrato de Virgil Sollozzo en El Padrino.
De mirada dura y un rostro malvado, proyectaba un aura de amenaza y crueldad en sus papeles, atribuyéndolo a su conocimiento de los gángsters de la vida real, incluyendo a Joe Gallo. A la edad de 36 debutó en televisión con la película The Hanged Man.
Lettieri desempeñó el papel de villano y enemigo de algunos de los nombres más grandes de la historia de Hollywood, como Steve McQueen en The Getaway (La huida), Charles Bronson en Mr. Majestyk, John Wayne en McQ o Marlon Brando en El Padrino.
Lettieri es el único actor acreditado como protagonista en El Padrino que no está en el cartel de la película.
Lettieri murió de un ataque al corazón en 1975, a la edad de 47, casualmente la edad a la que su personaje en El Padrino, Sollozzo, muere. Lettieri dejó dos hijos: su hija, Hala Lettieri, es teóloga en la ciudad de Nueva York y su hijo, Antony, es detective de homicidios en Las Vegas.

## Filmografía
- Dark Intruder (1965) (acreditado como Anthony Lettier) .... Sargento #2
- Wild Seed  (1965) (acreditado como Anthony Lettier) .... Barman
- The Hanged Man .... Al
- The Bobo (1967) .... Eugenio Gómez
- The Night of the Following Day (1968) (acreditado como Al Lettier) .... Piloto
- A Town Called Bastard (1971) .... La Bomba
- The Getaway (1972) .... Rudy Butler
- Footsteps (1972) (telefilme) .... Zimmerman
- Pulp (1972) .... Miller
- El Padrino (1972) .... Virgil "El Turco" Sollozzo
- The Deadly Trackers (1973) .... Gutiérrez, policía mexicano
- The Don Is Dead (1973) .... Vince
- Mr. Majestyk (1974) .... Frank Renda
- McQ (1974) .... Manny Santiago
- Asesinatos Dublín (1975)
- Ganador tome todos (Tiempo de bloqueo) (1975) (telefilme) .... Hombre en la pista
- Piedone a Hong Kong (1975) .... Frank Barella
- Bordella (1976) .... Eddie Mordace
- Vai Gorilla (1976) .... Ciro Musante
- The Godfather Saga (1977, miniserie) .... Virgil "El Turco" Sollozzo